# Нахки
Нахки (дарг. Нахки) — село в Акушинском районе Дагестана. Административный центр Сельсовета Нахкинский.

## География
Селение расположено на южной окраине Акушинского района. Территориально граничит с селениями Акушинского района (Нацы, Арасамахи, Цугни, Уцулимахи, Кассагумахи, Гиягирамахи) и Дахадаевского района (Урари).

## Население
| 1888 | 1895 | 1926 | 1939 | 1970 | 1989 | 2002 |
| ---- | ---- | ---- | ---- | ---- | ---- | ---- |
| 1649 | ↘411 | ↘263 | ↗366 | ↘354 | ↘271 | ↗454 |
| 2010 | 2021 |      |      |      |      |      |
| ↘415 | ↘387 |      |      |      |      |      |

## История села
До 1741 года, когда Нахки было разрушено войсками Надир-шаха, село было самым крупным среди группы селений Сюрга-Дарго. В последующем селение постепенно восстановилось.
В 17—19 веках, в результате процесса отселения отдельных хозяйств на дальные пастбища джамаата из Нахки, образовались селения Уцулимахи, Арасамахи, Верхний Каршли, Нижний Каршли, Буккамахи, Нижний Чиамахи, Верхний Чиамахи, Урхулакармахи, Бикаламахи.